# Кирил Серафимов
Кирил Борисов Серафимов е български физик, академик на БАН и на Международната астрономическа академия в Париж, научен секретар на БАН и директор на Централната лаборатория за космически изследвания.
Наричан е бащата на българската космонавтика. Още през 1970-те и 1980-те години работи не само със съветски, но и със западни учени по международни космически проекти.

## Биография
Серафимов завършва радиоинженерство във ВМЕИ през 1957 г. През 1958 г. специализира в Института за земен магнетизъм, йоносфера и разпространение на вълните на Съветската академия на науките. Между 1957 и 1960 г. е научен сътрудник в Научноизследователския институт по съобщенията в БАН, а от 1961 до 1972 г. работи в Геофизическия институт, където е старши научен сътрудник от 1966 г. През 1969 г. става доктор на физико-математическите науки в Ростовския държавен университет. През същата година става директор на Групата по физика на Космоса, която длъжност изпълнява до 1974 г.
През 1973 г. става професор и научен секретар на БАН, до 1977 г. когато е избран за член-кореспондент. на БАН. Пред 1984 г. е избран за академик на БАН. Серафимов е избран и за член-кореспондент и академик на Международната астрономическа академия в Париж, съответно през 1969 и 1984 г. През същата 1984 г. е удостоен с орден „Георги Димитров“.
Между 1974 и 1986 г. е директор на Централната лаборатория за космически изследвания към БАН и председател на Националния комитет за изследване и използване на космическото пространство (1977 – 1986).

### Скандал
На върха на славата си и научната си кариера, той неочаквано се намира в незавидна позиция, обвинен за „държавни космически тайни, изтичащи към чужди космически програми“. Политбюро на ЦК на БКП освобождава Кирил Серафимов от всички държавни, научни и обществени длъжности, заемани от него. Това обаче не пречи на международните научни среди и космически институти да продължат да поддържат професионален контакт с българския учен. Димитър Мишев се опитва да защити Серафимов, като спешно заема всички административни позиции, от които той е изхвърлен под.
През 2004 г. за приноса си към областта на комическите изследвания В България посмъртно е награден с орден „Стара планина“. 

## Публикации
Кирил Серафимов е автор на множество статии и монографиите:
- 1970 – „Физика на йоносферната среда“ (на руски език),
- 1973 – „Космически радиоелектронни системи“ (в съавторство с Г. Генчев),
- 1975 – „Експериментални методи на космическата физика“ (в съавторство с Ст. Чапкънов),
- 1979 – „Космически изследвания в България“ (на руски език)
- 1983 – „Социалистическата интеграция в космоса“.